# Phylloxera spinifera
Phylloxera spinifera är en insektsart som beskrevs av Theodore Pergande 1904. Phylloxera spinifera ingår i släktet Phylloxera och familjen dvärgbladlöss. Inga underarter finns listade i Catalogue of Life.